# Taiwanbambuhöna
Taiwanbambuhöna (Bambusicola sonorivox) är en nyligen urskiljd fågelart i familjen fasanfåglar inom ordningen hönsfåglar. Den förekommer naturligt endast på Taiwan där beståndet anses vara livskraftigt. Tidigare behandlades den som underart till kinesisk bambuhöna.

## Utseende och läte
Taiwanbambuhöna är en 30-32 cm lång hönsfågel, mycket lik kinesisk bambuhöna (Bambusicola thoracicus) som den fram tills nyligen ansågs vara en del av. Den skiljer sig dock genom att ha kastanjebrunt begränsat till hake och strupe, utan kontrasterande nedre kant mot det grå bröstet. Vidare är undersidan från nedre delen av bröstet till undre stjärttäckarna mörkare brun täckt av större kastanjefärgade ovala fläckar. Ovansidan är mörkare grågrön medan hjässan är mer rostfärgad. Hanen avger en högljudd serie som återges "gi-gi-gi-gi-gi-gi-gigeroi-gigeroi", ofta även i duett med honan.

## Utbredning och systematik
Taiwanbambuhöna återfinns endast på Taiwan. Den är även införd till Japan, men den populationen kan möjligen vara utdöd. Tidigare betraktades den som en underart till kinesisk bambuhöna (B. thoracicus), men urskiljs numera allmänt som egen art på grund av tydliga skillnader i utseende, men även genetiska skillnader.

## Levnadssätt
Taiwanbambuhöna återfinns i täta busk- och gräsområden samt i bambuskog, vanligen upp till 1000 meters höjd. Födan är dåligt känd, men tros inta frön, skott, löv och vissa ryggradslösa djur. Även häckningsbiologin råder det kunskapsbrist kring. Den japanska införda populationen häckar från mitten av april. Boet består av en gömd uppskrapad grop i marken. Kycklingar har noterats i september. Arten antas vara stannfågel.

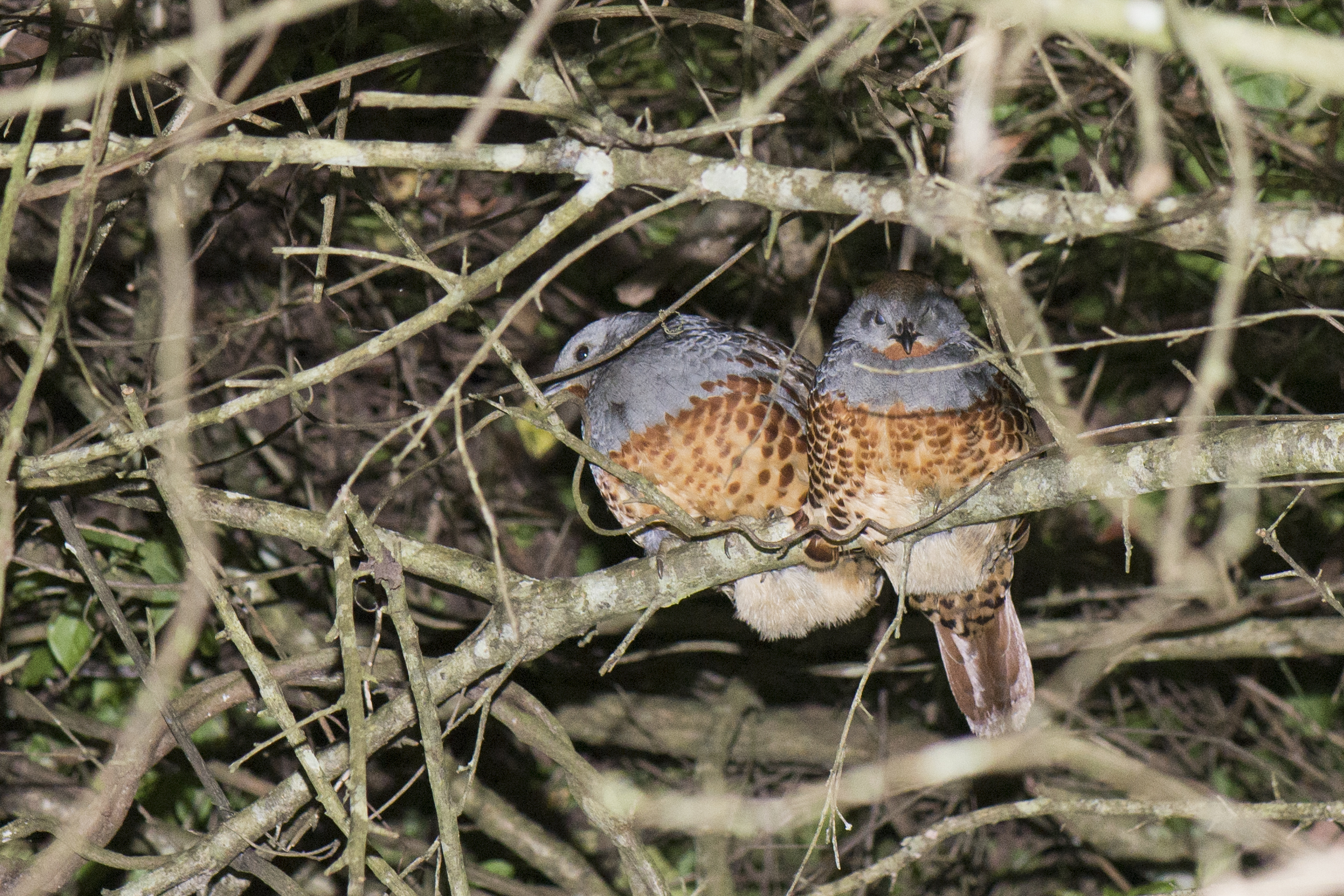

## Status och hot
Arten har ett litet utbredningsområde, men populationen verkar stabil och den anses inte vara hotad. Internationella naturvårdsunionen IUCN kategoriserar därför arten som livskraftig (LC).

## Namn
Fågelns vetenskapliga artnamn poliocephala betyder "högröstad", av latinets sonorus ("ljudlig") och vox ("röst").